# Імперська армія Японії
Армія Великої Японської Імперії (яп. 大日本帝国陸軍, だいにっぽんていこくりくぐん, дай-ніппон тейкоку рікуґун) — сухопутні війська Японської імперії. Існували впродовж 1871—1945 років. Координувалася Генштабом армії і Міністерством армії, які підпорядковувалися Імператору, головнокомандувачу усіх збройних сил держави. Під час війни чи надзвичайних ситуацій армія управлялася найвищою всеяпонською радою, Генеральним штабом Збройних сил Японії.

## Історія
Передумови для створення Імперської Армії Японії оформилися на початку реставрації Мейдзі 1868 року. В ході громадянської війни 1868—1869 років Імператорський уряд відчув нагальну потребу реформування збройних сил. На той час єдиної державної армії не існувало, а центральна влада покладалася на окремі самурайські ополчення окремих автономних уділів. Для управління ними в серпні 1869 року уряд заснував Міністерство війни Японії. Поряд із координуванням збройних сил країни, воно мусило розробити проєкт їхньої реформи за зразком передових держав Європи та США.
В лютому 1871 року Імператорський уряд, основну частину військової сили якого складали війська Сацума-хану, Тьосю-хану та Тоса-хану, сформував на їх основі гвардію. Вона підпорядковувалася безпосередньо Імператору і була першим підрозділом Імперської армії Японії нового зразка. Через рік уряд ліквідував Міністерство війни, замість якого заснував два нових — Міністерство армії та Міністерство флоту.
1871 року підрозділи армії Японії були об'єднані у гарнізони. Вони розміщувалися по всій країні й ними керували окремі штаби, що базувалися у стратегічно важливих містах. У січні 1873 року уряд скасував традиційні самурайські ополчення і проголосив указ про введення загальної військової повинності. Разом з цим була реорганізована система гарнізонів, число яких скоротили до шести, відповідно до кількості військових округів.
В мирний час чисельність японської армії становила 30 тисяч вояків. Її завданням було підтримання правопорядку всередині країни, зокрема придушення повстань самураїв та селян, невдоволених політикою уряду. Проте подальші реформи сухопутних сил Японії були скеровані для протидії зовнішньому ворогу. Зокрема, 1874 року 3 тисячний японський контингент здійснив Тайванський похід, а ряд військових лідерів реставрації Мейдзі наполягали на завоюванні сусідньої Кореї, з метою нав'язати їй дипломатичні відносини.
1878 року, в ході підготовки до майбутніх воєн, уряд виокремив зі складу Міністерства армії Генеральний штаб армії. Він знаходився під безпосереднім керівництвом Імператора Японії і виконував роль мозкового центру сухопутних сил. Згодом подібний генеральний штаб був створений для флоту. Існування двох окремих генеральних штабів спричинило двовладдя у японських збройних силах. В майбутньому воно породило нескінченні суперечки між армією і флотом щодо командної вертикалі, знизивши боєздатність усього японського війська.
В травні 1885 року уряд замінив систему шести гарнізонів 6-ма дивізіями. За три роки до них додали окрему гвардійську дивізію. Ця реорганізація була необхідна для ведення повномасштабної війни, що спалахнула між Японією і Цінським Китаєм у 1894—1895 роках. В ній взяли участь усі сім дивізій, чисельністю 120 тисяч солдат і офіцерів. Для Японії це був перший збройний конфлікт такого масштабу за останні 300 років. Японці вийшли з нього переможцями і, на основі здобутого досвіду, розпочали нову реорганізацію армії. Так, на початок японсько-російської війни 1904—1905 років Імперська армія нараховувала вже 400 тисяч вояків, а наприкінці конфлікту була збільшена ще на 100 тисяч. Японці перемогли Росію, але втратили одну п'яту частину своєї армії.
З квітня 1907 року, за зразком Британії, Франції, Росії та США, Японія встановила оборонну воєнну доктрину. Вона передбачала метод превентивного нападу і санкціонувала застосування японських збройних сил в межах Східної Азії для захисту інтересів держави. Згідно з доктриною, чисельність дивізій Імперської армії Японії в мирний час становила 25 дивізій, а у воєнний — 40. 1918 року доктрина була поповнена додатком про потенційних противників Японії, до яких зараховувалися Росія, США і Китай. 1923 року порядок противників змінили відповідно до ступеня небезпеки: США, Росія і Китай. 1936 року до них додали Британію.
1914 року спалахнула Перша світова війна, в якій Японія виступила проти країн Троїстого союзу. Вона оголосила війну Німецькій імперії, захопила німецькі володіння в Ціндао на Шаньдунському півострові в Китаї, а також окупувала ряд островів на півдні Тихого океану. Після більшовицького перевороту 1917 року, Японія втрутилася в громадянську війну в Росії і відправила до Сибіру 3 дивізії Імперської армії Японії. Японський військовий контингент, збільшений до 100 тисяч чоловік, захопив велику територію від узбережжя Приморського краю до озера Байкал, але втримати її не зміг через опір більшовиків та міжнародний тиск.
По закінченню Першої світової війни Японія зосередила свої зусилля на підкоренні Китаю. Локальні конфлікти між японською армією та силами Гоміньдану в 1927—1928 роках, такі як Шаньунський похід або Цзінанський інцидент, а також завоювання японцями Маньчжурії в 1931—1932 роках, переросли у нову японсько-китайську війну 1937—1945 років. З 1941 року на боці Китаю відкрито виступили США, що втягнуло Японію у Другу світову війну. Вона закінчилася розгромом Японської імперії та ліквідацією Імперської армії Японії.

## Організація

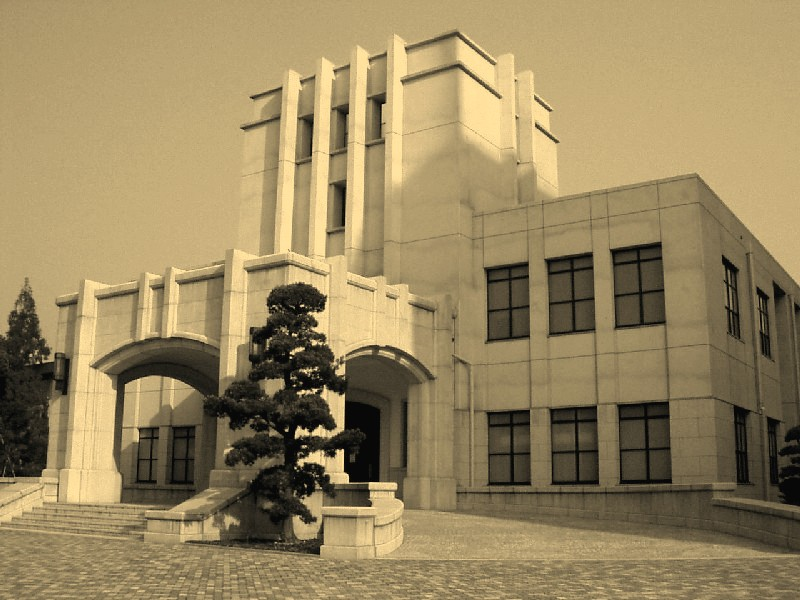
Будівля Генерального штабу Імперської армії Японії

Центральними установами, які керували Імператорською армією Японії, були Міністерство армії, Генеральний штаб армії та Головна інспекція освіти. Вони називалися трьома армійськими відомствами. Їх очолювали міністр армії, голова генштабу армії та головний інспектор освіти відповідно. Усі три відомства мали однаковий статус і безпосередньо підпорядковувалися Імператору Японії.
Міністерство армії було засновано 1872 року. Відповідно до Конституції Японської імперії його голова, міністр армії, мав право радити Імператору і був зобов'язаний звітувати про діяльність сухопутних сил. Хоча Імператор як суверен мав необмежену владу, він вважався особою священною і недоторканою, тому відповідальність за виконання Імператорських наказів, які зазвичай приймалися колегіально, ніс міністр. Останній займався адміністративними питаннями армії та здійснював контроль над військовими кадрами.
Генеральний штаб, утворений 1878 року, здійснював безпосереднє командування Імперською армією Японії. Його обов'язки не були прописані в Конституції, що стало причиною зростання адміністративного і політичного впливу відомства. Початково армійський Генеральний штаб знаходився на вершині командної вертикалі усіх збройних сил. Проте після заснування Генерального штабу флоту в 1893 році право командувати збройними силами країни під час війни перейшло до Генерального штабу збройних сил Японії. Голова Генерального штабу армії займався розробкою наказів Імператора щодо армії. Ці накази схвалювалися монархом і виконувалися у мирний час міністром армії, а у воєнний — головою армійського генштабу.
Головна інспекція освіти була сформована 1900 року і завідувала загальновійськовою й освітньою підготовкою особового складу Імперської армії.
Повноваження трьох армійських відомств визначалися під час призначення їхніх голів на посади. Однак 1913 року контроль за формуванням армії та питання мобілізації були законодавчо закріплені як прерогатива голови Генерального штабу армії. Відтоді ж зародилася також практика проведення постійних нарад голів трьох армійських відомств. Ці наради стали засобом впливу армії на уряд і Імператора. На них затверджувалася кандидатура наступника міністра армії.
1938 року до трьох відомств додали новостворену Головну інспекцію армійської авіації, яка так само підпорядковувалася Імператору.
Найбільшою одиницею Імперської армії Японії в мирний час була дивізія. На 1917 рік їх нараховувалося 21, на початку 1920-х — 17. В ході Другої світової війни їх кількість сягнула максимуму — 51. У воєнний час дивізії об'єднувалися у армії, які, у свою чергу, об'єднувалися у фронти). Винятками з цього правила були Корейська і Квантунська армія, які дислокувалися в Кореї і Маньчжурії і в мирний час для захисту японських інтересів.

## Звання
| Категорія           | Звання                      | Петлиця | Погон |
| Імператор 天皇      | Генералісимус 大元帥        |         |       |
| Генерали 将官       | Маршал 元帥                 |         |       |
| Генерали 将官       | Генерал 大将                |         |       |
| Генерали 将官       | Генерал-лейтенант 中将      |         |       |
| Генерали 将官       | Генерал-майор 少将          |         |       |
| Офіцери 士官        | Полковник 大佐              |         |       |
| Офіцери 士官        | Підполковник 中佐           |         |       |
| Офіцери 士官        | Майор 少佐                  |         |       |
| Офіцери 士官        | Капітан 大尉                |         |       |
| Офіцери 士官        | Лейтенант 中尉              |         |       |
| Офіцери 士官        | Молодший лейтенант 少尉     |         |       |
| Унтер-офіцер 准士官 | Прапорщик 准尉              |         |       |
| Сержанти 下士官     | Старший сержант 曹長        |         |       |
| Сержанти 下士官     | Сержант 軍曹                |         |       |
| Сержанти 下士官     | Капрал 伍長                 |         |       |
| Солдати 兵          | Ройовий 兵長                |         |       |
| Солдати 兵          | Рядовий вищого класу 上等兵 |         |       |
| Солдати 兵          | Рядовий 1 класу 一等兵      |         |       |
| Солдати 兵          | Рядовий 2 класу 二等兵      |         |       |

## Роди військ
|  | Піхота              | Символізує кров             |                        |                                               |
|  | Кавалерія           | Символізує степ             |                        |                                               |
|  | Артилерія           | Символізує дим пороху       |                        |                                               |
|  | Інженерні війська   | Символізує землю            |                        |                                               |
|  | Транспортні війська | Символізує море             |                        |                                               |
|  | Військова поліція   | Символізує безпристрасність |                        |                                               |
|  | Авіація             | Символізує небо             | Прапор піхотних полків | Прапор кавалерійських і артилерійських полків |

## Війни
1874
- Саґське повстання
- Тайванський похід

1876
- Повстання Ліги камікадзе
- Повстання в Акідзукі
- Повстання в Хаґі

1877
- Південно-західна війна

1894–1895
- Японсько-цінська війна

1904–1905
- Японсько-російська війна

1914–1918
- Перша світова війна

1918
- Сибірський похід

1931–1932
- Маньчжурський похід

1937–1945
- Японсько-китайська війна

1939–1945
- Друга світова війна

1941–1945
- Японсько-китайська війна
- Війна на Тихому океані
- Радянсько-японська війна

## Вчинення воєнних злочинів
Під час проведення своїх військових кампаній імперська армія Японії порушувала закони та звичаї війни, тим самим вчиняла воєнні злочини. Більш детально: «Японські військові злочини».

## Персоналії
- Акаші Мотоджіро — координатор диверсійної діяльності на території Росії в ході російсько-японської війни.
- Акіяма Йосіфуру — «батько японської кавалерії».
- Аракі Садао — міністр армії, спеціаліст з Росії та СРСР.
- Омура Масудзіро — засновник новітніх збройних сил Японії.
- Ояма Івао — міністр армії, переможець вирішальної сухопутної битви під Мукденом в ході російсько-японської війни.
- Сайґо Цуґуміті — організатор Тайванського походу.
- Ямаґата Арітомо — «батько японської армії».
- Такаянаґі Ясутаро — спеціаліст з Маньчжурії та Росії.

### Відео

#### Пісні
- Мія-сан, Мія-сан (1868)
- Гімн Японії (марш) (1880)
- Загон мечників (1885)
- Хоч би сотні ворогів (1886)
- Монгольська навала (1892)
- Звитяга у Жовтому морі (1894)
- Марш санітарок (1894)
- Хоробрі моряки (1895)
- Сніжний похід (1895)
- Дорога у 680 миль (1897)
- Марш військових кораблів (1900)
- Японська армія (1904)
- Японський флот (1904)
- Камрад (1905)
- Підполковник Хіросе (1905)
- Підполковник Татібана (1905)
- Підполковник Татібана (1905)
- Цусімська битва (1905)
- Морська служба (1905)
- Пісня юної Японії (1930)
- Трійця хоробрих підривачів (1932)
- Таборова пісня (1937)
- Патріотичний марш (1937)
- Ідучи морем (віце-гімн) (1937)
- Марш любимих коней (1938)
- Дружина і солдат (1938)
- Ескадрілія соколів Като (1938)
- Проводи солдата в похід (1939)
- Молюсь на світанок (1940)
- Бий китайських бандитів! (1942)
- Божественні вояки Небес (1942)
- Пісня молодих орлів (1943)
- Рабаульська пісенька (1944)
- Пабаульська ескадрилья флоту (1944)
- Битва за Філіппіни (1944)
- Ми з тобою квіти сакури! (1945)